# Перрі (Мічиган)
Перрі (англ. Perry) — місто (англ. city) в США, в окрузі Шаявассі штату Мічиган. Населення — 2091 особа (2020).

## Географія
Перрі розташоване за координатами 42°49′54″ пн. ш. 84°13′18″ зх. д. / 42.83167° пн. ш. 84.22167° зх. д. (42.831588, -84.221573).  За даними Бюро перепису населення США в 2010 році місто мало площу 8,22 км², з яких 7,56 км² — суходіл та 0,66 км² — водойми.

## Демографія
Згідно з переписом 2010 року, у місті мешкало 2188 осіб у 823 домогосподарствах у складі 584 родин. Густота населення становила 266 осіб/км².  Було 902 помешкання (110/км²).
Расовий склад населення:
| - 96,8 % — білих - 0,4 % — корінних американців - 0,3 % — чорних або афроамериканців - 0,3 % — азіатів - 0,1 % — вихідців з тихоокеанських островів |

До двох чи більше рас належало 1,6 %. Частка іспаномовних становила 1,7 % від усіх жителів.
За віковим діапазоном населення розподілялося таким чином: 27,7 % — особи молодші 18 років, 63,3 % — особи у віці 18—64 років, 9,0 % — особи у віці 65 років та старші. Медіана віку мешканця становила 34,1 року. На 100 осіб жіночої статі у місті припадало 93,5 чоловіків;  на 100 жінок у віці від 18 років та старших — 87,2 чоловіків також старших 18 років.
Середній дохід на одне домашнє господарство  становив 48 795 доларів США (медіана — 39 861), а середній дохід на одну сім'ю — 58 229 доларів (медіана — 51 250). Медіана доходів становила 60 568 доларів для чоловіків та 39 417 доларів для жінок. За межею бідності перебувало 17,6 % осіб, у тому числі 24,9 % дітей у віці до 18 років та 4,0 % осіб у віці 65 років та старших.
Цивільне працевлаштоване населення становило 784 особи. Основні галузі зайнятості: освіта, охорона здоров'я та соціальна допомога — 26,0 %, виробництво — 21,8 %, будівництво — 13,8 %, науковці, спеціалісти, менеджери — 8,2 %.